# Pelatge bru
Aquest article tracta dels cavalls de pelatge bru ("brown", "seal brown", "mealy brown" en anglès)

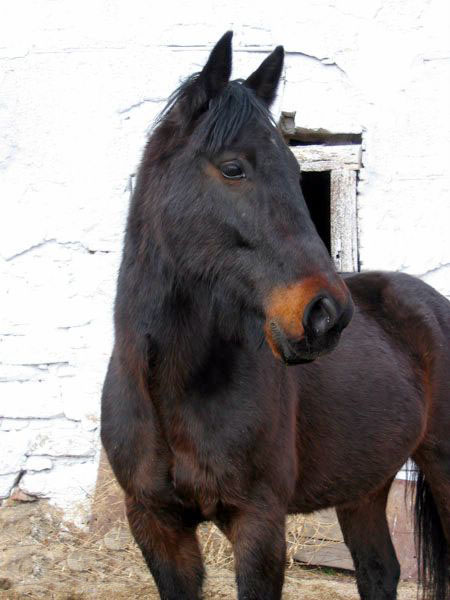
Cavall de pelatge bru: els cavalls bruns semblen negres però amb zones rogenques al musell, la bragada i els flancs.

El pelatge bru és un pelatge bàsic que té els pèls del cos negres sobre pell negra, i algunes zones rogenques en el musell, engonal i costats.
Tradicionalment es classificava com una varietat de pelatge negre o del castany. Estudis relativament recents han demostrat que es tracta d'un pelatge diferent, amb entitat genètica pròpia.

## Història
Els pelatges bruns han existit des de temps remots. Probablement des de molt abans de la domesticació del cavall. Però la seva semblança amb els pelatges negres i castany foscos els feia passar desapercebuts. Un dels primers genetistes que va presentar el bru com un pelatge de cavall diferent del negre i del castany, fou Miguel Odriozola (1951). A més, li va donar una denominació nova en castellà ("bocifuego") inspirada en el terme de pelatge dels braus "bocilavado".
El mateix Odriozola reconeixia que el primer genetista a proposar el pelatge bru com una entitat genètica pròpia fou T. Dobzhansky (1927).

## Terminologia
Pel motius diversos la denominació del pelatge bru en diverses lléngües no corresponia a un pelatge perfectament definit. En primer lloc es tracta d'un pelatge relativament escàs. En segon lloc es tracta d'un pelatge poc diferenciat, exteriorment, dels pelatges negres i castany foscos. En darrera instància, des de l'any 1927, en què es va proposar com a pelatge diferenciat fins a dates recents, no es disposava d'un sistema genètic de verificació. Actualment hi ha un laboratori que ofereix un sistema de verificació dels pelatges bruns. Per les raons exposades la terminologia associada al pelatge bru era imprecisa.
En anglès, la denominació de "brown" d'algun llibre de genètica és imprecisa en la pràctica. "Brown" s'usa per a variants del "bay". La tònica actual sembla aconsellar parlar de "seal brown" o "mealy brown". En castellà hi havia les denominacions de "negro peceño" i "castaño peceño", definides de forma diferent segons els autors. La solució d'Odriozola de crear un nou terme tenia avantatges considerables.
El terme "bru" sembla el més adequat per a designar el pelatge "bocifuego" en català. En mamífers existeix l'os bru. I es tracta d'un terme que s'assembla molt al "brown" anglès i de gran tradició.

## El pelatge bru com a pelatge de base

### Pelatges diluïts bruns
Els pelatges diluïts en general s'analitzen o consideren com el resultat de l'acció de les dilucions sobre un "pelatge de base" virtual. En un cavall real el que es pot observar és el seu aspecte exterior (fenotipus). També és possible analitzar i verificar el seu genotipus. Per exemple, en el cas d'un cavall negre-crem se sap que el pelatge de base és el negre i el que veiem és un cavall d'aspecte blanc. El pelatge de base és impossible de veure directament. Només és un pelatge virtual que podem imaginar de forma aproximada. Aquest "pelatge de base" virtual ajuda a deduir l'aspecte d'un pelatge diluït a partir de la seva denominació. I, a l'inrevés, permet deduir de quin pelatge es tracta a partir del seu aspecte exterior.
Quan el pelatge de base és el pelatge bru els pelatge diluïts seran els següents:
- diluïts crema
  - bru-fumat (aspecte: com el pelatge bru amb zones groguenques, en lloc de rogenques)
  - bru-crem (aspecte semblant al negre-crem i el perlí)
- diluït dun
  - bru-dun (molt semblant al pèl de rata, amb àrees groguenques)
- diluït argentat
  - bru-argentat (molt semblant al negre argentat)
- diluït champagne
  - bru champagne ("Brown Champagne" i "Sable champagne" en anglès)
- diluïts pearl

Sobre la dilució pearl la informació és escassa. En forma simple no provoca canvis externs en el pelatge. En forma doble i sobre el pelatge bru no hi ha dedes concretes.
- bru pearl heterozigòtic (com el bru)
- bru pearl homozigòtic, Prl Prl (aspecte ?)

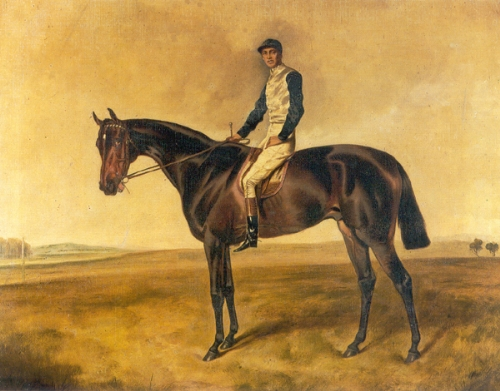
St. Simon amb jockey.

### Pelatges bruns que segueixen un patró
L'aspecte exterior és molt semblant al dels pelatges que segueixen un patró sobre un pelatge negre de base.

## Cavalls famosos de pelatge bru
L'estaló St. Simon fou un cavall de curses invicte, de raça pura sang i nat el 1881, que va iniciar una nissaga de campions. I era de pelatge bru. Ell mateix era fill de Galopin, de pelatge castany.